# モト・モリーニ

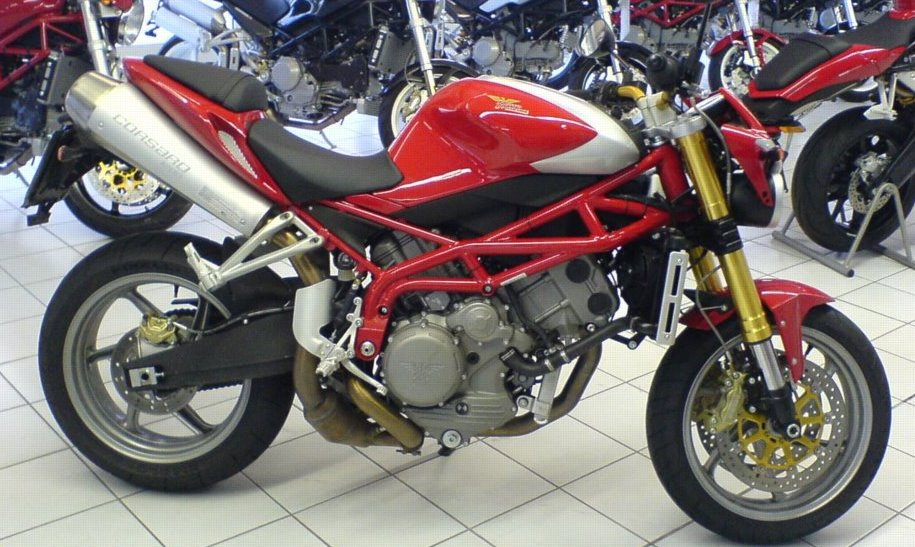
モト・モリーニ製コルサーロ1200、2005年発売

モト・モリーニ（Moto Morini ）は、イタリアのオートバイ製造会社（メーカー）。1937年にアルフォンソ・モリーニがボローニャで設立。
当初、モリーニはマリオ・マゼッティと共同で、MMというブランドでオートバイ製造を始めた。1987年にモト・モリーニはカジバに買収され、1996年には投資ファンドのテキサス・パシフィック・グループへ転売、1999年4月にはドゥカティの傘下に加わったが、ブランドの使用権はアルフォンソの甥であるフランコ・モリーニが1954年に設立したモリーニ・フランコ・モトリ社が買い戻し、現在に至る。

## 歴史

### 創業
1898年1月22日に生まれたアルフォンソ・モリーニは、オートバイ修理業を経て、16歳の時に自分の店を持った。それはちょうど第一次世界大戦開戦直前の事で、戦時中彼はパドヴァに駐屯していた第8機動部隊（オートバイ部隊）の仕事を請け負った。
1925年、アルフォンソの腕を見込んだマリオ・マゼッティは、単気筒125ccエンジンの製造・設計・オートバイ製造担当そしてレーサーとして彼を迎え入れた。ふたりのMMブランド・オートバイは、アルフォンソのテクニックもあってレースで成功を収めた。1927年のモンツァでMM125は6つの世界記録を樹立し、これは後20年間破られなかった。また1933年には、175ccバイクで当時の最高速度162 km/hを樹立した。

### 三輪自動車
1937年にマリオと袂を分かつこととなったアルフォンソは、モト・モリーニのブランドを立ち上げ、350 ccと500 ccのオート三輪の製造を始めた。これらの軽量で燃費の良いマシンは政府の統制に上手く合致し、さらに続くM610モデルはカルダン駆動方式同様高い機能性を誇った。しかし、第二次世界大戦が勃発すると、モト・モリーニの工場は航空機のコンポーネント製造を任され、オート三輪の製造は中断した。そして1943年、工場は爆撃を受け損傷した。

### モーターサイクル
1946年、モト・モリーニは復活を果たした。ボローニャ・ベルティ通りの新工場は三段トランスミッション付き2ストローク単気筒エンジンを搭載したオートバイT125を世に送り出し、さらに1947年にはスポーツ・バージョンを発表した。1948年、モト・モリーニに乗るラファエル・アルベッティはイタリア選手権125ccクラス・チャンピオンに輝き、翌年ウンベルト・マゼッティが操る125cc4ストロークSOHCエンジン搭載のマシンは12bhp/10000rpm・最高速度140 km/hを誇り、連覇を成し遂げた。モト・モリーニは1949年からロードレース世界選手権125ccクラスにも出場しており、1952年にイタリアGPで初優勝、続くスペインGPでも連勝した。
1953年に発表された175cc4ストロークOHVエンジン搭載オートバイは、『Gran Turismo』『Settebello』『Rebello』『Supersport』『Briscola』『Tresette』『Tresette Sprint』などのモデル名で発売された。1956年、モト・モリーニはベルガミ通りに移転し、工場の規模を拡大した。1958年にアルフォンソはDante Lambertini、Nerio BiavatiとともにDOHCエンジンのGP250マシンを製作、これは同年のイタリアGPで一周目からトップを守り優勝を遂げた。このマシンは37bhp/11000rpm・最高速度225km/hを誇った。
モト・モリーニを駆って栄光を掴んだライダーは多い。ジャコモ・アゴスチーニ（イタリアジュニアチャンピオンを経て1964年GP250参戦）、タルクィニオ・プロヴィーニ（1961-1962年イタリア選手権GP250連覇、1963年のロードレース世界選手権では激しく競い合ったホンダに敗れたがランキング2位）などが挙げられる。
1969年6月アルフォンソ・モリーニは71歳で亡くなった。娘のガブリエラ・モリーニが跡を継いだ。1970年には元フェラーリのフランコ・ランベルティーニ（前出のDante Lambertiniとは親類関係ではない）が加わりもした。

### Vツイン
1970年代初頭、モト・モリーニはフランコ・ランベルティーニ設計、フランコとGino Marchesiniが製作した72度Vツインモデルを発表した。『Strada』や『Sport』などのブランドで発売されたこのオートバイは、144kgの軽量ながら350cc（実質344cc）の排気量を誇り、25mmVBHデロルトキャブレターが採用された。1977年にはVツイン500cc（実勢479cc）6段変速のモデルを発売した。これらは全てヘロンヘッド、鍛鉄成形クランクシャフト、ボールメインベアリング、大型平軸受け、ピン駆動コンロッド、前後のシリンダーを50mmずらしたオフセットレイアウトなどを搭載した。これらには、キックスタートタイプとセルモータータイプがそれぞれ用意された。鋼鉄製のデュプレックスフレームにマルゾッキ社のフロントフォークとチェリアーニ社のリア・サスペンションをそれぞれ取り付けられた。ブレーキは当初こそドラム式だったが、後にグリメカ社製の260mm径ディスク・ブレーキに換装された。
1981年11月、ミラン・ショーで500ccターボが発表された。84hp/8300rpmを発生するエンジンは量産されなかったが、耐久モデルとして『Camel 500』が、さらに1983年には『Kanguro 350』が発売された。1986年にはクルーズ仕様の『Excalibur』が350ccと500cc二つのタイプで発売された。ハーレーダビッドソンはモト・モリーニのV型エンジンに興味を持ち、小排気量モデルでの使用を検討したが、この計画はモト・モリーニの財政問題が浮かび上がったために頓挫した。
モジュール式設計がされていた350ccエンジンは、単気筒への改造も容易であった。1975年には125H、1978年には250Tがそれぞれ発売された。これらは、Vツインの後ろ側のシリンダーを単純に外したような外見をしていた。これら単気筒オートバイは商業的には成功しなかったが、1985年にはKJ125が販売された。
1980年代に入るとモト・モリーニは販売台数減少と激しい労働争議に疲弊し、業績が悪化した。1987年2月18日、嫌気が差したガブリエラ・モリーニは工場をカジバに売却し、経営から退いた。こうしてドゥカティやハスクバーナを買収しオートバイ界で急速に勢いを増していたカジバは、モト・モリーニをも傘下に収めた。

## カジバ傘下でのモト・モリーニ
1988年、カジバ傘下でモト・モリーニは、V型72度二気筒エンジンを搭載した『DART350』を発売した。1989年には、ニューヨークで最後の耐久仕様『Coguaro』とクルージング仕様が350ccと500ccの排気量で発売された。ただしこれらは旧来のモデルを基礎とした拡張版で、新技術は特に盛り込まれていなかった。カジバは技術開発には消極的で、フランコ・ランベルティーニが設計した新しい60度エンジンにも興味を持たなかった。そのため、彼はモト・モリーニを去り、ピアジオ傘下のジレラに移籍してしまった。
この後のモト・モリーニは見る影も無かった。ベルガミ通りの工場は1993年に閉鎖され、『Excalibur』の生産はアゴスチーニ工場へ移された。1996年、モト・モリーニはドゥカティと一絡げにされてテキサス・パシフィック・グループに売却された。しかし、単なる投資ファンドだった彼らには、モト・モリーニを復活させようとする意志は微塵も無かった。

## モリーニ・フランコ・モトーリ社
1999年、モリーニ・フランコ・モトーリ社がモト・モリーニを買い取った。同社は、アルフォンソ・モリーニの甥に当たるフランコ・モリーニが1954年に設立した企業で、伝統あるブランド復興に動いた。2003年、モリーニ一族とBerti の合弁で、モト・モリーニ社(Moto Morini SpA)が再興された。

### コルサーロ1200、9 1/2、とコルサーロVeloce
2004年、モト・モリーニ復活のネイキッド・モデルである『コルサーロ1200』が発表され、翌年に発売された。さらに続けて『9 1/2』（ノヴェ・エ・メッツォ）が登場した。初期モデルにこそ燃料噴射機構のコンピュータ制御にトラブルがあったが、フランコ・ランランベルティーニ設計による「コルサ・コルタ」エンジン87°V型2気筒1187ccは140bhp/8500rpmを発生し、『コルサーロ』搭載モデルでは123bhp/6500rpm、『9 1/2』搭載モデルでは105bhp/8000rpmにそれぞれ調整されている。
2006年10月10日には新車『コルサーロ・ヴェロッセ1200』を発表した。